# SketchUp
SketchUp (markedsført som Trimble SketchUp, og tidligere kendt som Google SketchUp) er et program designet til gavn for arkitekter og bygningsingeniører, men kan også benyttes af andre til hobby-formål. Det er fremstillet af @Last Software, men blev opkøbt af Google 14. marts 2006. Den 26. april 2012 annoncerede Trimble at de ville købe SketchUp af Google. Formålet er at designe bygninger i 3D med en række forskellige værktøjer. Man kan derefter eksportere modellen til Google Earth som en .kmz-fil og den til, så den er placeret rigtigt og har den naturlige størrelse. SketchUp Pro kan købes over internettet. En mindre avanceret version kaldet SketchUp Make kan downloades gratis. SketchUp udmærker sig ved at være let at gå til, selv for folk der aldrig har leget med 3D-grafik før. Dog er udfoldelsesmulighederne mere begrænsede end i software til professionelt brug.